# Liste der Biografien/Mene
Liste der Biografien |
Portal Biografien |
Personensuche
# |
A |
B |
C |
D |
E |
F |
G |
H |
I |
J |
K |
L |
M |
N |
O |
P |
Q |
R |
S |
T |
U |
V |
W |
X |
Y |
Z |
?
 
Ma |
Mb |
Mc |
Md |
Me |
Mf |
Mg |
Mh |
Mi |
Mj |
Mk |
Ml |
Mm |
Mn |
Mo |
Mp |
Mq |
Mr |
Ms |
Mt |
Mu |
Mv |
Mw |
Mx |
My |
Mz
 
Mea–Mee |
Mef |
Meg |
Meh |
Mei |
Mej |
Mek |
Mel |
Mem |
Men |
Meo |
Mep |
Mer |
Mes |
Met |
Meu |
Mev |
Mew |
Mex |
Mey |
Mez
 
Mena |
Menc |
Mend |
Mene |
Menf |
Meng |
Menh |
Meni |
Menj |
Menk |
Menl |
Menn |
Meno |
Menr |
Mens |
Ment |
Menu |
Menv |
Menw |
Meny |
Menz
Die Liste der Biografien führt alle Personen auf, die in der deutschsprachigen Wikipedia einen Artikel haben. Dieses ist eine Teilliste mit 176 Einträgen von Personen, deren Namen mit den Buchstaben „Mene“ beginnt.

## Mene
- Mene, Sally (* 1949), neuseeländische Diskuswerferin und Speerwerferin
- Mene, Wamkele, südafrikanischer Diplomat

### Menea
- Menear, Craig, US-amerikanischer Manager
- Meneau, Marc (1943–2020), französischer Koch

### Meneb
- Menebhi, El (* 1870), Kriegsminister von Marokko

### Mened
- Menedemos, antiker kynischer Philosoph
- Menedemos von Eretria, griechischer Philosoph
- Menedemos von Pyrrha, antiker griechischer Philosoph

### Menee
- Meneer, Nyonya (1895–1978), indonesische Unternehmerin in der Kräuterheilkunde
- Menees, Thomas (1823–1905), US-amerikanischer Arzt und Politiker

### Menef
- Menefee, Richard (1809–1841), US-amerikanischer Politiker

### Meneg
- Menegali, Gianfranco (1933–2016), italienischer Fußballschiedsrichter
- Menegatti, Marta (* 1990), italienische BeachvolleyballspielerinMarta Menegatti (* 1990)

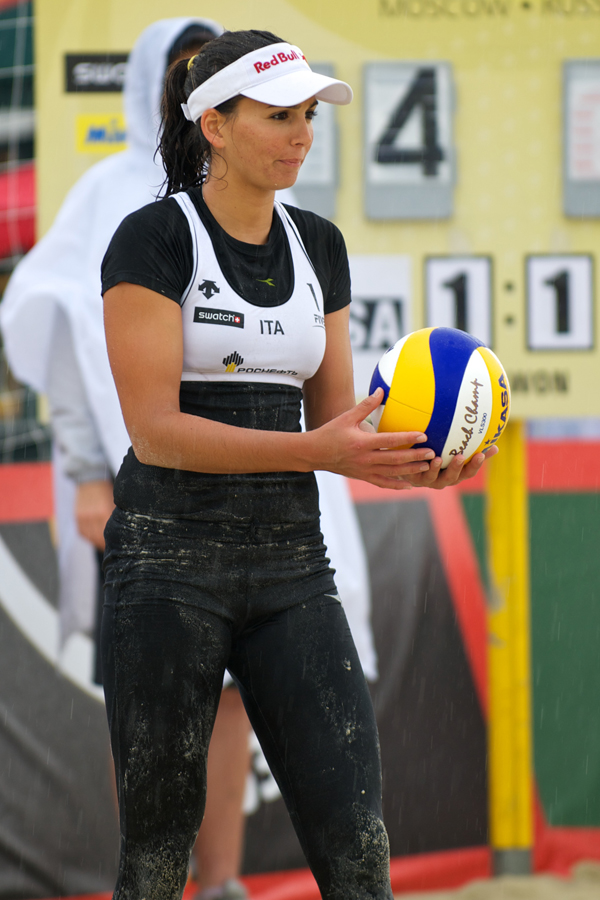
Marta Menegatti (* 1990)

- Ménégaux, Henri Auguste (1857–1937), französischer Ornithologe
- Menegazzi, Aurelio (1900–1979), italienischer Radrennfahrer
- Menegazzo, Antonio (1931–2019), italienischer Ordensgeistlicher, emeritierter Apostolischer Administrator von El Obeid
- Menegazzo, Fernando (* 1981), brasilianischer Fußballspieler
- Meneghelli, Antonio (1765–1844), italienischer Jurist und Autor
- Meneghello, Luigi (1922–2007), italienischer Schriftsteller
- Meneghello, Matteo (* 1981), italienischer Rennfahrer
- Meneghetti, Filippo (* 1980), italienischer Filmregisseur und Drehbuchautor
- Meneghetti, Giovanni (1731–1794), italienischer Komponist der Vorklassik
- Meneghetti, Mário (1905–1969), brasilianischer Mediziner und Politiker
- Meneghetti, Renato (* 1947), italienischer Künstler
- Meneghin, Andrea (* 1974), italienischer Basketballspieler
- Meneghin, Dino (* 1950), italienischer Basketballspieler
- Meneghini, Francisco (* 1988), argentinischer Fußballtrainer
- Meneghini, Giovanni Battista (1896–1981), italienischer IndustriellerGiovanni Battista Meneghini (1896–1981)

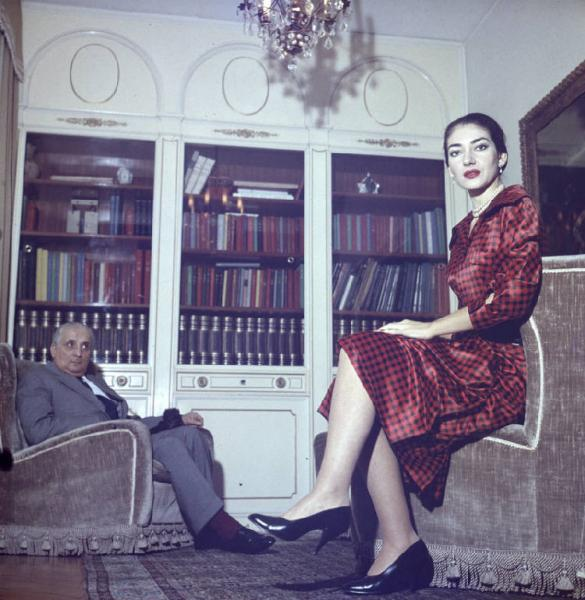
Giovanni Battista Meneghini (1896–1981)

- Meneghini, Giuseppe (1811–1889), italienischer Mediziner, Paläontologe und Autor
- Menegon, Daniela (* 1977), eswatinische Schwimmerin
- Menegon, Eugenio (* 1966), italienischer Historiker und Sinologe und Associate Professor of Chinese History an der Boston University
- Menegon, John, Bassist, Komponist und Arrangeur
- Ménégoz, Eugène (1838–1921), deutsch-französischer lutherischer Theologe und Begründer des Fideismus
- Ménégoz, Margaret (1941–2024), deutsch-französische Filmproduzentin und Verleiherin
- Ménégoz, Robert (1926–2013), französischer Filmregisseur und Drehbuchautor
- Menegussi, Ailton (* 1962), brasilianischer Geistlicher, Bischof von Crateús
- Meneguzzi, Paolo (* 1976), Schweizer Popmusiker

### Menek
- Menekşe, Atahan (* 1986), türkischer Fußballspieler
- Menekşeli, Birsen (* 1940), türkische Schauspielerin und Radiomoderatorin

### Menel
- Menelaos, Jerusalemer Hohepriester
- Menelaos, römischer Bildhauer
- Menelaos, Bruder und Feldherr des Ptolemaios I., erster eponymer Priester des Alexander in Alexandria
- Menelaos, Mathematiker und Astronom
- Menelaos der Pelagone, Fürst von Lynkestis
- Menelaws, Adam (1753–1831), schottisch-russischer Architekt
- Ménélik (* 1970), französischer Hip-Hop-Musiker
- Menelik I., Sohn von König Salomon und der Königin von Saba
- Menelik II. (1844–1913), äthiopischer KaiserMenelik II. (1844–1913)

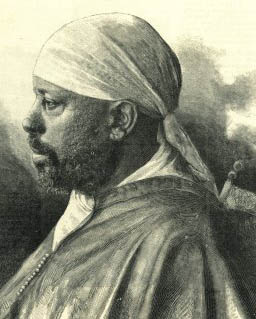
Menelik II. (1844–1913)

### Menem
- Menem, Carlos (1930–2021), argentinischer Rechtsanwalt und PolitikerCarlos Menem (1930–2021)
- Menemachos, griechischer Arzt

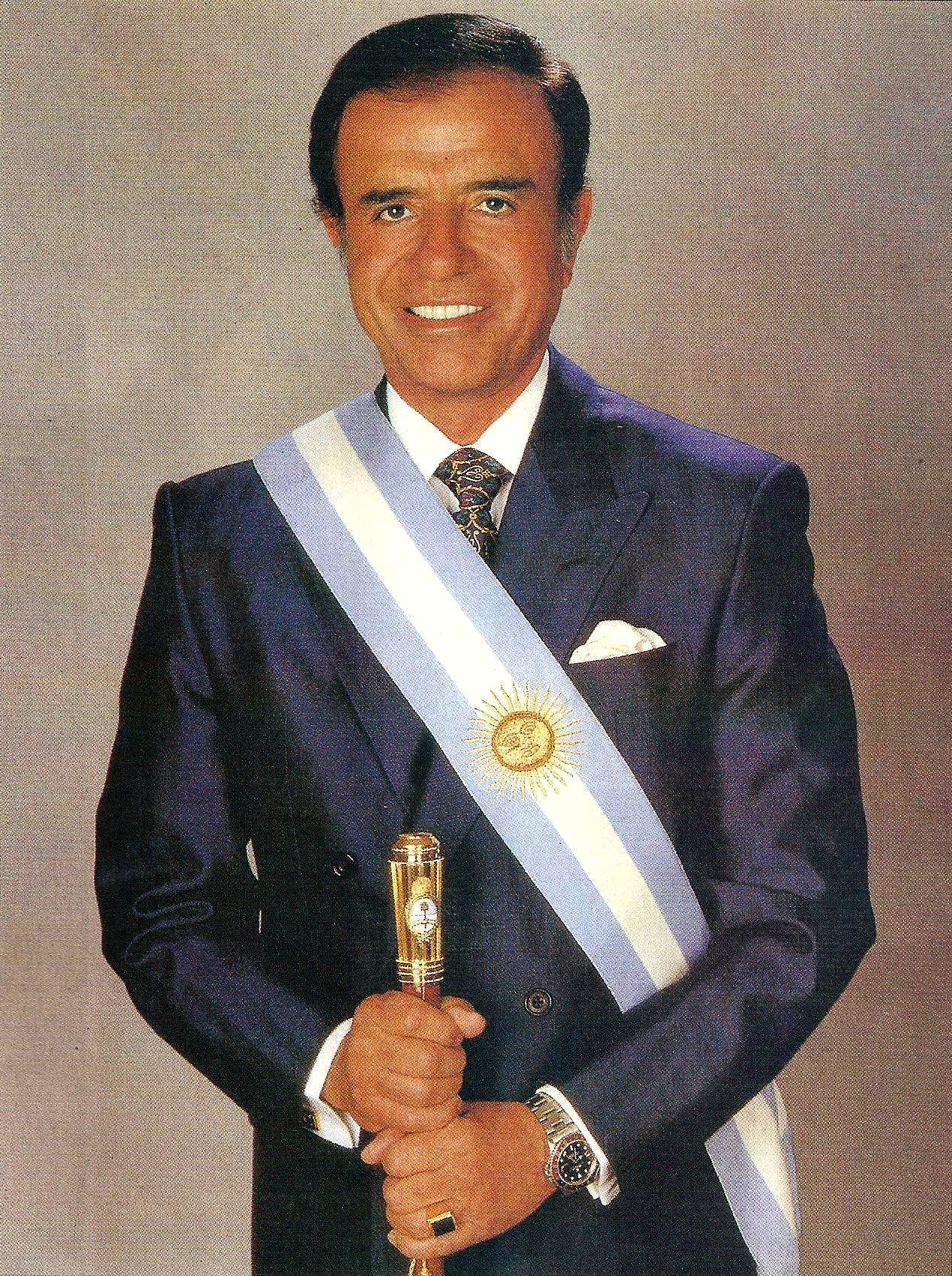
Carlos Menem (1930–2021)

- Menemencioğlu, Numan (1891–1958), türkischer Diplomat, Politiker, Außenminister

### Menen
- Menéndez de Avilés, Pedro (1519–1574), spanischer Admiral
- Menéndez del Valle, Emilio (* 1945), spanischer Hochschullehrer, Diplomat und Politiker (PSOE), MdEP
- Menéndez Fernández, Juan Antonio (1957–2019), spanischer Geistlicher und römisch-katholischer Bischof von Astorga
- Menéndez Larrondo, Jesús (1911–1948), kubanischer Politiker und Gewerkschaftsfunktionär
- Menéndez Leal, Álvaro (1931–2000), salvadorianischer Lyriker, Erzähler, Dramatiker, Essayist und Journalist
- Menéndez Menéndez, José (1846–1918), spanisch-argentinischer Unternehmer und Großgrundbesitzer in Patagonien
- Menéndez Mina, Gloria (1913–2014), guatemaltekische Autorin und Frauenrechtlerin
- Menéndez Pidal, Ramón (1869–1968), spanischer Philologe und Historiker
- Menéndez Reyes, Miguel Ángel (1904–1982), mexikanischer Botschafter
- Menéndez Rodríguez, Mario Renato (1937–2024), mexikanischer Journalist und Verleger
- Menéndez Valdivieso, Francisco (1830–1890), Präsident von El Salvador
- Menéndez y Pelayo, Marcelino (1856–1912), spanischer Historiker
- Menéndez, Adrián (* 1985), spanischer Tennisspieler
- Menéndez, Alfonso (* 1966), spanischer Bogenschütze
- Menéndez, Andrés Ignacio (1879–1962), salvadorianischer General und Politiker
- Menendez, Bob (* 1954), US-amerikanischer Politiker der Demokratischen ParteiBob Menendez (* 1954)

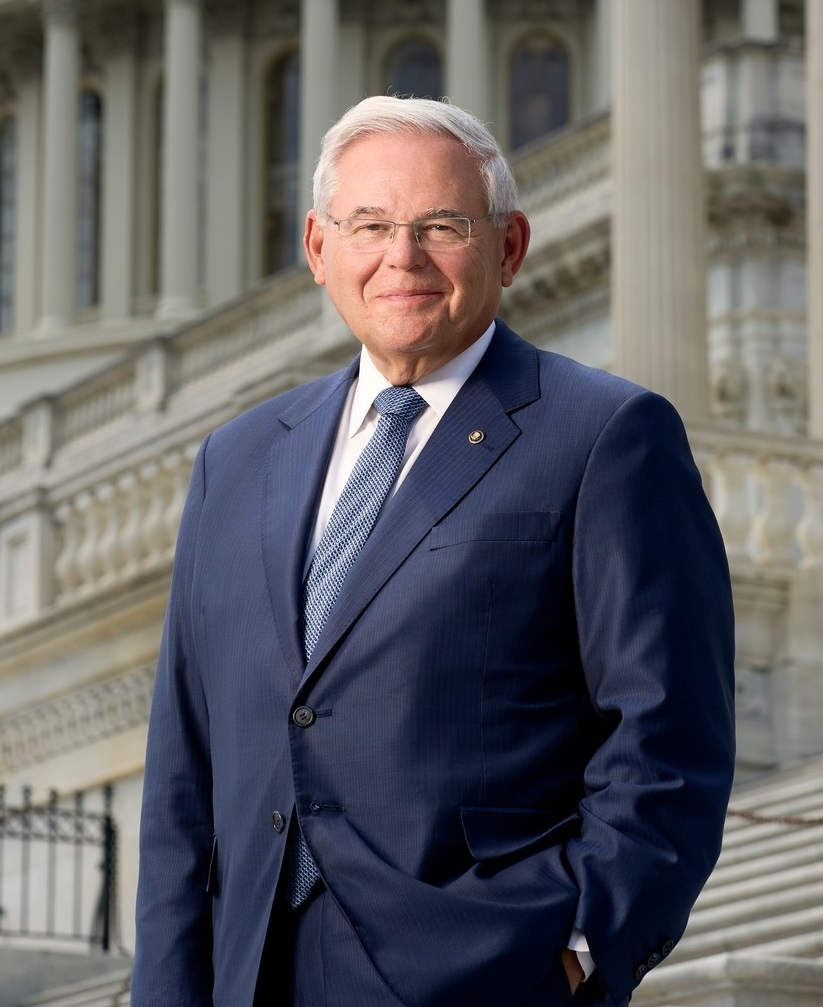
Bob Menendez (* 1954)

- Menendez, Erik (* 1971), US-amerikanischer Mörder
- Menéndez, Francisco, Sklave der Briten in Carolina, später Milizoffizier und Freibeuter in spanischen Diensten
- Menendez, Gonzalo (* 1971), US-amerikanischer Schauspieler
- Menéndez, Herminio (* 1953), spanischer Kanute
- Menéndez, Javier (* 1974), uruguayischer Fußballspieler
- Menéndez, José Bernardino (1919–1974), argentinischer Fußballspieler
- Menéndez, Josefa (1890–1923), Ordensfrauen vom Heiligsten Herzen Jesu
- Menéndez, Juan Manuel (1932–1969), spanischer Radrennfahrer
- Menéndez, Luciano Benjamín (1927–2018), argentinischer General und Angehöriger der Militärdiktatur
- Menendez, Lyle (* 1968), US-amerikanischer Mörder
- Menéndez, Manuel (1915–1999), argentinischer Geistlicher, Bischof von San Martín
- Menéndez, Marco (* 1950), mexikanischer Fußballspieler
- Menéndez, Mario (1930–2015), argentinischer Offizier
- Menéndez, Norberto (1936–1994), argentinischer Fußballspieler
- Menéndez, Osleidys (* 1979), kubanische Speerwerferin und Olympiasiegerin
- Menendez, Rob (* 1985), US-amerikanischer Politiker der Demokratischen Partei
- Menéndez, Roberto (* 1949), kubanischer Radrennfahrer
- Menéndez, Tato (1935–2010), kubanischer Boxer
- Menéndez, Timoteo (* 1790), liberaler Politiker in der Provinz El Salvador
- Menéndez-Pidal, Jimena (1901–1990), spanische Pädagogin und Lehrerin
- Menenius Lanatus, Agrippa († 493 v. Chr.), Konsul in der Frühzeit der römischen Republik
- Menenius Lanatus, Titus, römischer Konsul 477 v. Chr.

### Menes
- Menes, Gründer des ägyptischen Reiches und der ersten Dynastie
- Menes, Leibwächter Alexanders des Großen, Hyparchos von Phönikien, Syrien und Kilikien
- Menescal, Roberto (* 1937), brasilianischer Musiker (Jazzgitarre, Gesang)
- Menescardi, Giustino, italienischer Maler
- Meneses Brito, Francisco de († 1672), spanischer Soldat und Gouverneur von Chile
- Meneses Lazón, Porfirio (1915–2009), peruanischer Schriftsteller
- Meneses Miniaty, Augusto (* 1931), spanischer Fotograf
- Meneses Morales, Teodoro (1915–1987), peruanischer Linguist, Literaturwissenschaftler und Schriftsteller
- Meneses Vogl, German (* 1945), deutscher Politiker (AL)
- Meneses, Alex (* 1965), US-amerikanische Schauspielerin
- Meneses, Antonio (1957–2024), brasilianischer Cellist
- Meneses, Carlos J. (1863–1929), mexikanischer Pianist und Dirigent
- Meneses, Claudio (* 1988), chilenischer Fußballspieler
- Meneses, Duarte de (1414–1464), portugiesischer Militär und Kolonialverwalter
- Meneses, Duarte de, portugiesischer Militär und Kolonialverwalter
- Meneses, Duarte de (1537–1588), portugiesischer Offizier und Kolonialverwalter
- Meneses, Enrique (1929–2013), spanischer Journalist und Fotograf
- Meneses, Fernando (* 1985), chilenischer Fußballspieler
- Meneses, Filipe Ribeiro de (* 1969), portugiesischer Historiker und Hochschullehrer
- Meneses, Guillermo (1911–1978), venezolanischer Schriftsteller
- Meneses, Isaías (* 1990), chilenischer Fußballspieler
- Meneses, Jean (* 1993), chilenischer Fußballspieler
- Meneses, Jorge de († 1537), portugiesischer Seefahrer
- Meneses, José Eduardo da Costa, portugiesischer Gouverneur von Portugiesisch-Timor
- Meneses, Mai (* 1978), spanische Sängerin
- Meneses, Maria Romero (1902–1977), nicaraguanische Don-Bosco-Schwester, Selige
- Meneses, Óscar (* 1960), chilenischer Fußballspieler
- Meneses, Rui (* 1972), osttimoresischer Politiker
- Meneses, Saida (* 1997), peruanische Langstreckenläuferin
- Meneses, Valentim Fagundes de (* 1953), portugiesischer Ordensgeistlicher und römisch-katholischer Bischof von Balsas
- Meneses, Walter, costa-ricanischer Fußballspieler
- Ménessier, Henri (1882–1948), französischer Filmarchitekt, ein Veteran des französischen und US-amerikanischen Kinos
- Ménessier-Nodier, Marie (1811–1893), französische Schriftstellerin
- Menestratos († 403 v. Chr.), Bürger von Athen und Denunziant
- Ménestrel von Reims, mittelalterlicher Dichter und Sänger
- Ménestrier, Claude-François (1631–1705), französischer Theologe

### Menet
- Menet, Königstochter der altägyptischen 12. Dynastie
- Menet, Konrad (1836–1916), Schweizer Textilunternehmer und Konsul
- Menet, Otto (1874–1951), Schweizer Organist, Gesangspädagoge und Komponist
- Menetrey, Louis C. (1929–2009), US-amerikanischer Offizier, General der US Army
- Menétrey, Lutgarde (1845–1919), Schweizer Zisterzienserin, Trappistin und Äbtissin
- Menétrey, Martin (* 1997), Schweizer Unihockeyspieler
- Menetrey, Roger (* 1945), französischer Boxer
- Menétrey-Savary, Anne-Catherine (* 1938), Schweizer Politikerin (Grüne)
- Ménétries, Édouard (1802–1861), französischer Entomologe und Zoologe

### Meneu
- Meneu, Natalia (* 1969), spanische Squashspielerin

### Menew
- Meneweger, Herbert (* 1963), österreichischer Extrem-Ausdauer-Radrennfahrer, Vortragender und Autor

### Menex
- Menexenos, Schüler des Sokrates
- Menexenos, Sohn des Sokrates und der Xanthippe

### Menez
- Menez (1926–1995), portugiesische Malerin
- Menez, Bernard (* 1944), französischer Schauspieler und SängerBernard Menez (* 1944)

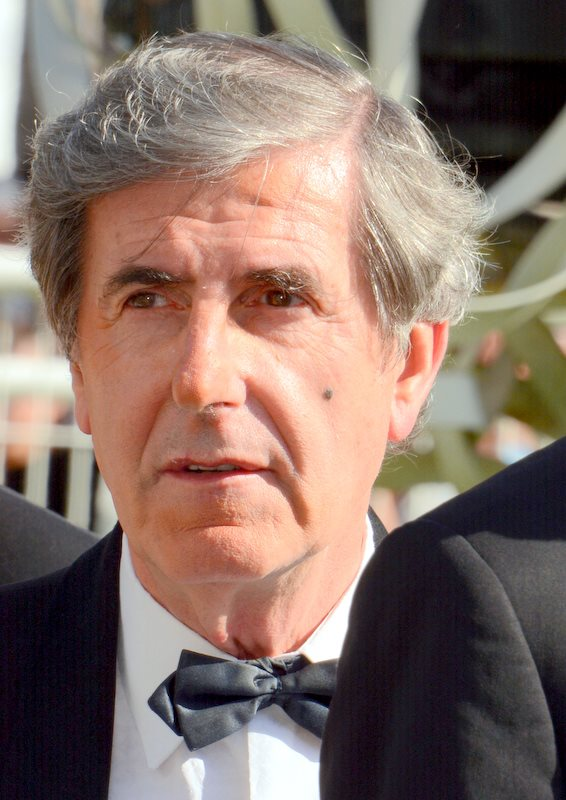
Bernard Menez (* 1944)

- Ménez, Jérémy (* 1987), französischer Fußballspieler
- Menezes da Silva, Josafá (* 1959), brasilianischer Geistlicher, römisch-katholischer Erzbischof von Aracaju
- Menezes dos Santos, Wallace (* 1998), brasilianischer Fußballspieler
- Menezes Júnior, Carlos de (* 1999), brasilianischer Fußballspieler
- Menezes Miranda, Enílton (* 1977), brasilianischer Fußballspieler
- Menezes, Ademir de (1922–1996), brasilianischer Fußballspieler
- Menezes, Aleixo de (1559–1617), Erzbischof von Goa, Erzbischof von Braga in Portugal und spanischer Vizekönig von Portugal
- Menezes, Ana Lúcia (1975–2021), brasilianische Synchronsprecherin und Schauspielerin
- Menezes, Ayres de (1889–1946), são-toméischer Arzt und politischer Aktivist
- Menezes, Benedicto de Moraes (1906–1944), brasilianischer Fußballspieler
- Menezes, Darci (* 1949), brasilianischer Fußballspieler
- Menezes, Felipe (* 1988), brasilianischer Fußballspieler
- Menezes, Fradique de (* 1942), são-toméischer Politiker, Präsident von São Tomé und Príncipe
- Menezes, Francisco Ribeiro de (* 1965), portugiesischer Diplomat, Musiker und Liedtexter
- Menezes, Gustavo (* 1994), US-amerikanischer Automobilrennfahrer
- Menezes, Henrique de († 1526), portugiesischer Militär, 7. Generalgouverneur von Portugiesisch-Indien (1525–1526)
- Menezes, Ignatius (* 1936), indischer Priester und Bischof von Ajmer
- Menezes, Jean Charles de (1978–2005), brasilianischer Staatsbürger, der in London lebte und dort von Polizisten erschossen wurdeJean Charles de Menezes (1978–2005)

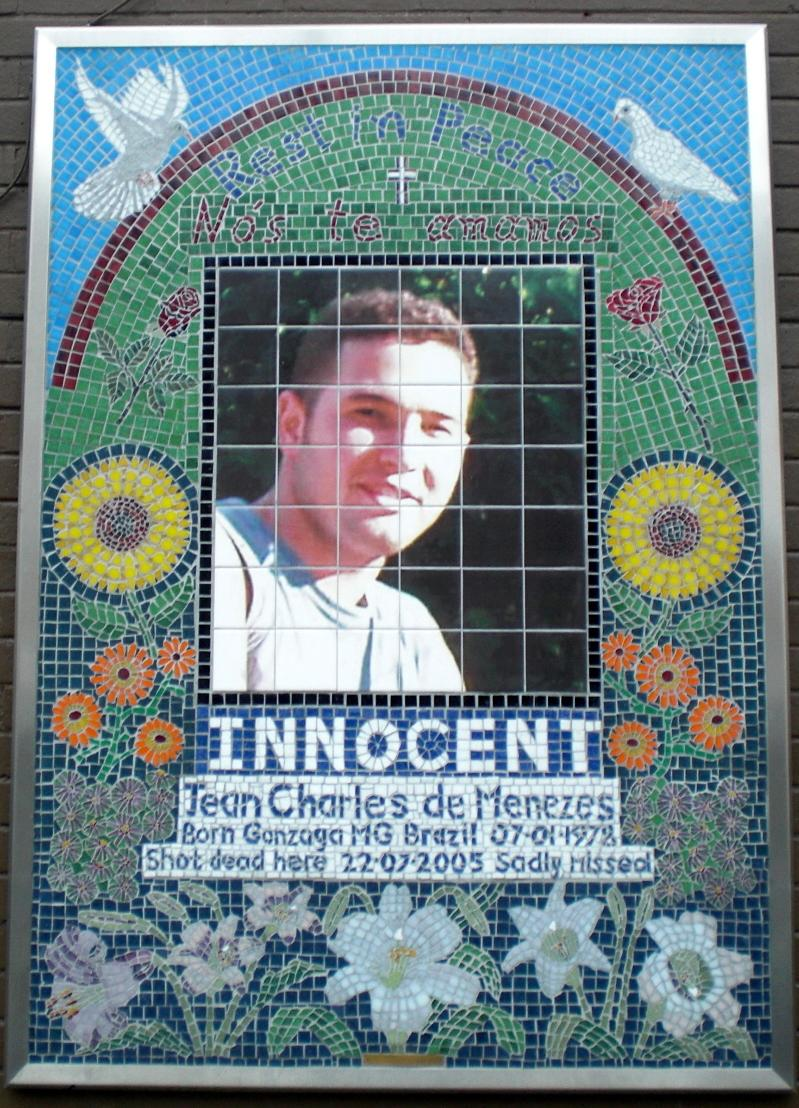
Jean Charles de Menezes (1978–2005)

- Menezes, João (* 1996), brasilianischer Tennisspieler
- Menezes, Leonore Teles de († 1386), durch Heirat portugiesische Königin
- Menezes, Luiz (* 1897), brasilianischer Fußballspieler
- Menezes, Mano (* 1962), brasilianischer FußballtrainerMano Menezes (* 1962)

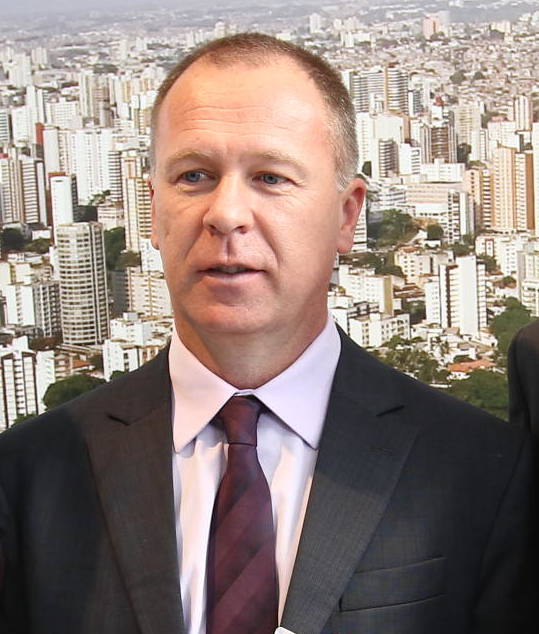
Mano Menezes (* 1962)

- Menezes, Margareth (* 1962), brasilianische Sängerin
- Menezes, Marta de (* 1975), portugiesische Künstlerin und Kuratorin der Bio Art
- Menezes, Nélia Soares (* 1986), osttimoresische Politikerin
- Menezes, Pedro José Ribeiro de (* 1939), portugiesischer Diplomat
- Menezes, Ramon (* 1972), brasilianischer Fußballspieler
- Menezes, Rozario (* 1969), indischer Ordensgeistlicher und römisch-katholischer Bischof von Lae
- Menezes, Sarah (* 1990), brasilianische Judoka
- Menezes, Simone (* 1977), italienisch-brasilianische Dirigentin
- Menezes, Sueli (* 1968), brasilianische Schriftstellerin, Übersetzerin und Schmuckdesignerin
- Menezes, Thaísa (* 1987), brasilianische Volleyballspielerin
- Menezes, Timothy (* 1970), britischer römisch-katholischer Geistlicher, Weihbischof in Birmingham
- Menezes, Valeska (* 1976), brasilianische Volleyballspielerin
- Menezes, Vítor Agnaldo de (* 1968), brasilianischer Geistlicher, römisch-katholischer Erzbischof von Vitória da Conquista
- Menezes, Winnibald Joseph (1916–2002), indischer Geistlicher, Weihbischof in Bombay